# Almdorf
Almdorf (Almtorp en danois, Aalmtoorp en frison septentrional) est une commune allemande de l'arrondissement de Frise-du-Nord, dans le Land de Schleswig-Holstein.

## Jumelage
- Werder (Havel) (Allemagne)